# Caballo Island (Philippinen)
Caballo Island ist eine kleine philippinische Insel am Ausgang der Manilabucht zum Südchinesischen Meer.

## Geographie
Die Insel ist felsig, rund 1,2 km lang und hat die höchste Erhebung bei etwa 116 m. Caballo teilt zusammen mit der zwei Kilometer nördlich gelegenen, deutlich größeren Insel Corregidor den Eingang zur Manilabucht in zwei breite und tiefe Kanäle, die als Nord- und Südkanal bekannt sind.

## Geschichte
Die gesamte Insel war früher von Fort Hughes besetzt, einer US-Verteidigungsfestung, welche vor dem Zweiten Weltkrieg errichtet, jedoch während dieses Krieges schwer bombardiert wurde.

## Verwaltung
Die unbewohnte Insel wird heute vom philippinischen Militär genutzt und gehört zur philippinischen Provinz Cavite.